# Anatolij Čukanov
Anatolij Alekseevič Čukanov (in russo Анатолий Алексеевич Чуканов?; Novospassovka, 10 maggio 1954 – 12 giugno 2021) è stato un ciclista su strada russo, fino al 1991 sovietico.

## Palmarès

### Olimpiadi
- 1 medaglia:
  - 1 oro (Montréal 1976 nella corsa a cronometro a squadre)

### Mondiali
- 1 medaglia:
  - 1 oro (San Cristóbal 1977 nella corsa a cronometro a squadre)